# Gmina Næstved (1970–2006)
Gmina Næstved (duń. Næstved Kommune) była w latach 1970–2006 (włącznie) jedną z gmin w Danii w okręgu Storstrøms Amt. 
Siedzibą władz gminy było miasto Næstved. 
Gmina Næstved została utworzona 1 kwietnia 1970 na mocy reformy podziału administracyjnego Danii. Po kolejnej reformie w 2007 r. weszła w skład nowej gminy Næstved.

## Dane liczbowe
- Liczba ludności: (♀ 23 479 + ♂ 24 833) = 48 312
  - wiek 0-6: 7,9%
  - wiek 7-16: 11,5%
  - wiek 17-66: 66,5%
  - wiek 67+: 14,1%
- zagęszczenie ludności: 242,8 osób/km²
- bezrobocie: 4,3% osób w wieku 17-66 lat
- cudzoziemcy z UE, Skandynawii i USA: 83 na 10 000 osób
- cudzoziemcy z krajów Trzeciego Świata: 306 na 10 000 osób
- liczba szkół podstawowych: 14 (liczba klas: 220)